# Disseny iteratiu
El disseny iteratiu és una metodologia de disseny basada en un procés cíclic de prototips, proves, anàlisis i perfeccionament d'un producte o procés. Basant-se en els resultats de les proves de la iteració més recent d'un disseny, es realitzen canvis i millores. Aquest procés té per objecte millorar en última instància, la qualitat i la funcionalitat d'un disseny. En el disseny iteratiu, la interacció amb el sistema dissenyat s'utilitza com una forma d'investigació per a la informació i l'evolució d'un projecte, com les successives versions o iteracions d'un disseny d'aplicació.